# Kimmeridge-i
A kimmeridge-i a késő jura kor három korszaka közül a második, amely 157,3 ± 1,0 millió évvel ezelőtt (mya) kezdődött az oxfordi korszak után, és 152,1 ± 0,9 mya ezelőtt ért véget a tithon korszak kezdetekor.
Nevét az angliai Dorset partján levő Kimmeridge nevű faluról kapta. Az elnevezést először Jules Thurmann svájci geológus használta 1832-ben. A kimmeridge-i agyag formáció neve szintén a típuslelőhelyre utal. Ez a hely az északi-tengeri kőolajkészlet 95%-ának forrása.

## Határai
Kezdetét a Nemzetközi Rétegtani Bizottság meghatározása szerint a Pictonia baylei ammoniteszfaj megjelenése jelzi a korból származó kőzetrétegekben. A rétegtani emelet alapjához 2009-ig nem készült GSSP. A kimmeridge-i emelet teteje (a tithon alapja) az a hely, ahol elsőként tűnik fel a Hybonoticeras hybonotum ammoniteszfaj. Ez a pont összetéveszthető a M22An mágneses anomália tetejével is.
A kimmeridge-i nevet történelmileg két különböző módon használták. A két emelet kezdete azonos, az egyikük végét viszont az angol sztratigráfusok a portlandi (sensu anglico) emelet kezdeteként, míg a franciák a tithon (sensu gallico) emelet kezdeteként határozták meg. A különbségeket nem oldották fel teljesen, de a Nemzetközi Rétegtani Bizottság (International Commission on Stratigraphy, ICS) idődiagramján jelenleg a tithon a jura időszak legkésőbbi korszaka.

### Tagolása
A kimmeridge-it néha felső és alsó alemeletekre (alkorszakokra) osztják fel. A Tethys-óceán területén a kimmeridge-i hét ammonitesz biozónára oszlik fel:
- Hybonoticeras beckeri zóna
- Aulacostephanus eudoxus zóna
- Aspidoceras acanthicum zóna
- Crussoliceras divisum zóna
- Ataxioceras hypselocyclum zóna
- Sutneria platynota zóna
- Idoceras planula zóna

## Őslénytan

### Ankylosaurusok
| A kimmeridge-i ankylosaurusai       | A kimmeridge-i ankylosaurusai | A kimmeridge-i ankylosaurusai    | A kimmeridge-i ankylosaurusai | A kimmeridge-i ankylosaurusai |
| Taxon                               | Korszak                       | Lelőhely                         | Leírás | Kép                           |
| ----------------------------------- | ----------------------------- | -------------------------------- | --- | ----------------------------- |
| - Gargoyleosaurus                   |                               | Morrison-formáció, Wyoming, USA  | A legkisebb és legkorábbi jól ismert ankylosaurus. Típuspéldányának koponyája mindössze 29 centimétert ért el, teljes testhosszát pedig 3–4 méterre becsülték. |                               |
| - Mymoorapelta - Mymoorapelta maysi |                               | Morrison-formáció, Colorado, USA | Egy alig ismert korai ankylosaurus. |                               |

### Ornithopodák
| A kimmeridge-i ornithopodái | A kimmeridge-i ornithopodái | A kimmeridge-i ornithopodái                                                   | A kimmeridge-i ornithopodái | A kimmeridge-i ornithopodái |
| Taxon                       | Korszak                     | Lelőhely                                                                      | Leírás | Kép                         |
| --------------------------- | --------------------------- | ----------------------------------------------------------------------------- | --- | --------------------------- |
| - Camptosaurus              | kimmeridge-i–?berriasi      | Wyoming, USA; Anglia; Franciaország                                           | A Camptosaurus több, mint 7,9 méteres hosszúságot és a csípőjénél 2,0 méteres magasságot ért el. Nehéz testfelépítéssel rendelkezett, de a négy lábon való járás mellett képes volt felágaskodva, a két hátsó lábán is járni. Ez a nem valószínűleg a későbbi iguanodontia és hadrosaurida dinoszauruszok ősének közeli rokonságába tartozik. Papagájszerű csőrével cikászokat fogyaszthatott. |                             |
| - Drinker                   |                             | Morrison-formáció, Wyoming, USA                                               | Aránylag kis méretű, körülbelül 2 méter hosszú és nagyjából 10 kilogramm tömegű (valószínűleg hypsilophodontida) növényevő, melyet Edward Drinker Cope után neveztek el. Bár az előkerült példányai jó állapotúak, nem készült róluk részletes leírás. |                             |
| - Dryosaurus                | kimmeridge-i–tithon         | Morrison-formáció, Colorado, Wyoming, Utah, USA, Tendaguru-formáció, Tanzánia | Egy iguanodontia, melynek csak fiatal, 2,4–4,3 méteres példányait fedezték fel, ezért a pontos mérete nem ismert. |                             |
| - Othnielia                 | oxfordi–tithon              | Morrison-formáció, Wyoming, Utah, Colorado, USA                               | Egy alig ismert hypsilophodontida, amely az első leírását készítő Othniel Charles Marshról kapta a nevét. |                             |
| - Othnielosaurus            | kimmeridge-i–tithon         | Morrison-formáció, Wyoming, USA                                               | 2 méter hosszú, körülbelül 10 kilogramm tömegű, gyors mozgású, két lábon járó ornithopoda. |                             |
| - Phyllodon                 |                             | Guimarota-formáció, Portugália                                                | Két lábon járó, csak fogak és egy állkapocsdarab alapján ismert hypsilophodontida vagy egyéb bazális ornithopoda. |                             |

### Plesiosaurusok
| A kimmeridge-i plesiosaurusai | A kimmeridge-i plesiosaurusai | A kimmeridge-i plesiosaurusai                   | A kimmeridge-i plesiosaurusai | A kimmeridge-i plesiosaurusai |
| Taxon                         | Korszak                       | Lelőhely                                        | Leírás | Kép                           |
| ----------------------------- | ----------------------------- | ----------------------------------------------- | --- | ----------------------------- |
| - Liopleurodon                | callovi–tithon                | Anglia, Franciaország, Németország, Oroszország | Nagyméretű tengeri hüllő, melynek feje az 1,5 méteres hosszúságot is elérte. Teljes testhossza vitatott, de ismertek 10–11 méteres példányai is.         |                               |
| - Pliosaurus                  |                               | Anglia, Norvégia                                | Egy halakkal, kalmárokkal és tengeri hüllőkkel táplálkozó tengeri ragadozó, melynek egyes fajai egy részleges koponya alapján 15 méteresre is megnőttek. |                               |

### Sauropodák
| A kimmeridge-i sauropodái                  | A kimmeridge-i sauropodái | A kimmeridge-i sauropodái                                  | A kimmeridge-i sauropodái | A kimmeridge-i sauropodái |
| Taxon                                      | Korszak                   | Lelőhely                                                   | Leírás | Kép                       |
| ------------------------------------------ | ------------------------- | ---------------------------------------------------------- | --- | ------------------------- |
| - Amphicoelias - Amphicoelias fragillimus? | kimmeridge-i?–tithon      | Morrison-formáció, Colorado, USA                           | Csak töredékek alapján ismert óriás sauropoda. A második faja, melynek egyetlen fosszíliája a leírását követően elveszett, a 40–60 méteres hosszúságot és a 122 tonnás tömeget is elérhette.                |                           |
| - Apatosaurus                              | kimmeridge-i?–tithon      | Bone Cabin-lelőhely, Nine Mile-lelőhely, Wyoming, USA      | 26 méter hosszú, 24-32 tonna tömegű diplodocida. Eredetileg Brontosaurus néven vált ismertté. |                           |
| - Brachiosaurus                            | kimmeridge-i–?albai       | Morrison-formáció, Colorado, USA                           | A hátsóknál hosszabb mellső lábakkal rendelkező sauropoda. Az egyik legnagyobb valaha élt szárazföldi állat. Felnőtt példányainak hossza meghaladhatta a 25 métert, míg a tömegük elérhette az 57,7 tonnát. |                           |
| - Camarasaurus                             | oxfordi–tithon            | Morrison-formáció, Colorado, Új-Mexikó, Utah, Wyoming, USA | A leggyakoribb óriássauropoda, amely 18 méteres hosszával és 18 tonnás tömegével csak átlagosnak számít. |                           |
| - Dicraeosaurus                            | kimmeridge-i–tithon       | Tendaguru-formáció, Tanzánia                               | Szokatlanul rövid és vastag nyakkal, valamint nagy fejjel rendelkező diplodocida. |                           |
| - Diplodocus                               | kimmeridge-i–tithon       | Morrison-formáció, Colorado, Montana, Utah, Wyoming, USA   | Észak-Amerika nyugati részének egyik gyakori, jellegzetesen hosszú nyakú és farkú sauropodája. 33,5 méteres hosszával éveken át a leghosszabb ismert dinoszaurusznak számított.                             |                           |
| - Dystrophaeus                             | kimmeridge-i–tithon       | Morrison-formáció, Utah                                    | Egyetlen részleges csontváz alapján ismert diplodocida. |                           |
| - Eobrontosaurus                           | kimmeridge-i              | Észak-Amerika                                              | Az Apatosaurus rokonságába tartozó, kérdéses hovatartozású diplodocida. |                           |
| - Europasaurus - Europasaurus holgeri      | kimmeridge-i              | Langenberg-lelőhely, Németország                           | Macronaria sauropoda. A testhossza az izolált zsugorodás következtében 1,7 és 6,2 méter közé csökkent. |                           |

### Stegosaurusok
| A kimmeridge-i stegosaurusai | A kimmeridge-i stegosaurusai | A kimmeridge-i stegosaurusai                                | A kimmeridge-i stegosaurusai | A kimmeridge-i stegosaurusai |
| Taxon                        | Korszak                      | Lelőhely                                                    | Leírás | Kép                          |
| ---------------------------- | ---------------------------- | ----------------------------------------------------------- | --- | ---------------------------- |
| - Dacentrurus                |                              | Anglia, Franciaország, Spanyolország, Portugália            | Nagyméretű stegosaurida. |                              |
| - Gigantspinosaurus          |                              | Shaximiao-formáció (Sahszimiao) felső része, Szecsuan, Kína | Aránylag kis hátlemezeket és nagymértékben meghosszabbodott, a lapocka hosszának kétszeresét is elérő válltüskéket viselt. Körülbelül 4 méter hosszú volt.                                                                            |                              |
| - Hesperosaurus              | kimmeridge-i–tithon          | Morrison-formáció, Wyoming, USA                             | A hátán egyedi lemezeket viselt, a farka végén négy tüske volt. Úgy tűnik jóval közelebb állt a Dacentrurushoz, mint a Stegosaurushoz.                                                                                                |                              |
| - Kentrosaurus               |                              | Tendaguru-formáció, Tanzánia                                | Egy 4 méter hosszú, az oldalán tüskéket viselő stegosaurus. A combcsontja és a lába többi része egymáshoz viszonyított aránya alapján a Kentrosaurus lassú és inaktív dinoszaurusz lehetett.                                          |                              |
| - Monkonosaurus              |                              | Loe-ein-formáció, Tibet, Kína                               | Egyetlen ismert csontvázának töredékes volta miatt a nem elhelyezése kérdéses. |                              |
| - Stegosaurus                | kimmeridge-i–kora tithon     | Morrison-formáció, Colorado, Utah, Wyoming, USA             | Az átlagosan 9 méter hosszú és 4 méter magas négy lábon járó Stegosaurus az ívelt hátán levő két sor rombusz alakú lemez és a farka végéből vízszintesen kiálló két pár tüske miatt az egyik legkönnyebben felismerhető dinoszaurusz. |                              |

### Thalattosuchiák
| A kimmeridge-i thalattosuchiái                                                  | A kimmeridge-i thalattosuchiái | A kimmeridge-i thalattosuchiái                                                           | A kimmeridge-i thalattosuchiái | A kimmeridge-i thalattosuchiái |
| Taxon                                                                           | Korszak                        | Lelőhely                                                                                 | Leírás | Kép                            |
| ------------------------------------------------------------------------------- | ------------------------------ | ---------------------------------------------------------------------------------------- | --- | ------------------------------ |
| - Dakosaurus D. maximus                                                         | oxfordi–valangini              | Anglia, Franciaország, Svájc, Németország, Lengyelország, Oroszország, Argentína, Mexikó | A nem típusfaja a késő jura korból (a késő kimmeridge-i–kora tithon korszakból) Nyugat-Európából (Angliából, Franciaországból, Svájcból és Németországból) vált ismertté.                                                                                                  |                                |
| - Geosaurus G. suevicus                                                         | oxfordi–berriasi               | Németország, Anglia                                                                      | Egy aránylag kisméretű metriorhynchidanem. A Geosaurus egyetlen ismert fajának hossza sem haladta meg a 3 métert. |                                |
| - Machimosaurus                                                                 | kimmeridge-i–valangini         | Ausztria, Anglia, Németország, Portugália, Svájc                                         | A jura időszak legnagyobb krokodilformájúja volt, a hossza meghaladta a 9 métert. Egy Cetiosauriscus combcsontján talált harapásnyomok alapján elképzelhető, hogy dögevőként élt, de az is lehetséges, hogy a ma élő krokodilokhoz hasonlóan aktív ragadozóként vadászott. |                                |
| - Metriorhynchus 1. M. acutus 2. M. geoffroyii 3. M. hastifer 4. M. palpebrosus | bajoci–tithon                  | Anglia és Franciaország                                                                  | Egy opportunista húsevő, amely halat, belemniteszt és más tengeri állatokat, valamint feltehetően dögöt is fogyasztott. A Metriorhynchus átlagos felnőttkori mérete elérte a 3 métert.                                                                                     |                                |
| - Steneosaurus                                                                  | toarci–berriasi                | Anglia, Franciaország, Németország, Svájc, Marokkó                                       | Számos faja vált ismertté, melyeket a koponyájuk formája alapján két csoportra osztottak fel. |                                |

### Theropodák
| A kimmeridge-i röpképtelen theropodái      | A kimmeridge-i röpképtelen theropodái | A kimmeridge-i röpképtelen theropodái | A kimmeridge-i röpképtelen theropodái | A kimmeridge-i röpképtelen theropodái |
| Taxon                                      | Korszak                               | Lelőhely                              | Leírás | Kép                                   |
| ------------------------------------------ | ------------------------------------- | ------------------------------------- | --- | ------------------------------------- |
| - Aviatyrannis - Aviatyrannis jurassica    |                                       | Portugália                            | A legkorábbi ismert tyrannosaurida. |                                       |
| - Ceratosaurus                             | kimmeridge-i–tithon                   | USA, Portugália, Tanzánia             | Átlagos, nagy fejjel, robusztus hátsó és apró mellső lábakkal rendelkező theropoda. Egyedi jellegzetességként az orrcsontján apró szarvakat viselt, melyek szerepe nem tisztázott. |                                       |
| - Elaphrosaurus - Elaphrosaurus bambergi   |                                       | Tendaguru-formáció, Tanzánia          | Valószínűleg egy ceratosaurus volt és 6 méteres hosszúságot ért el. Hosszú és karcsú nyaka valószínűleg a zsákmány testébe való behatolást segítette elő.                          |                                       |
| - Stokesosaurus - Stokesosaurus clevelandi | kimmeridge-i–tithon                   | USA, Anglia                           | Korai tyrannosauroidea. |                                       |
| - Torvosaurus - Torvosaurus tanneri        | kimmeridge-i–tithon                   | Észak-Amerika, Portugália             | A Megalosaurus rokonságába tartozó, de annál jóval fejlettebb, töredékes maradványok alapján ismert theropoda, melynek becsült hossza 9 méter.                                     |                                       |
| - Allosaurus                               | kimmeridge-i–tithon                   | Észak-Amerika, Portugália, ?Tanzánia  | Az egyik legismertebb húsevő dinoszaurusz, melynek több faját is leírták. A Morrison-formáció csúcsragadozója lehetett.                                                            |                                       |

### Csigaházas polipok
| A kimmeridge-i csigaházas polipjai | A kimmeridge-i csigaházas polipjai | A kimmeridge-i csigaházas polipjai | A kimmeridge-i csigaházas polipjai | A kimmeridge-i csigaházas polipjai |
| Taxon                              | Korszak                            | Lelőhely                           | Leírás                             | Kép                                |
| ---------------------------------- | ---------------------------------- | ---------------------------------- | ---------------------------------- | ---------------------------------- |
| Somalinautilus                     |                                    |                                    |                                    |                                    |

### Ammoniteszek
| kimmeridge-i ammoniteszek | kimmeridge-i ammoniteszek         | kimmeridge-i ammoniteszek | kimmeridge-i ammoniteszek | kimmeridge-i ammoniteszek |
| Taxon                     | Korszak                           | Lelőhely                  | Leírás                    | Kép                       |
| ------------------------- | --------------------------------- | ------------------------- | ------------------------- | ------------------------- |
| Lithacosphinctes          | 155,7–150,8 Ma, kora kimmeridge-i | Gudzsarát                 |                           |                           |

### Belemniteszek
| A kimmeridge-i belemniteszei | A kimmeridge-i belemniteszei | A kimmeridge-i belemniteszei | A kimmeridge-i belemniteszei | A kimmeridge-i belemniteszei |
| Taxon                        | Korszak                      | Lelőhely                     | Leírás                       | Kép                          |
| ---------------------------- | ---------------------------- | ---------------------------- | ---------------------------- | ---------------------------- |
| - Produvalia                 |                              |                              |                              |                              |

### Lelőhelyek
- Guimarota

## Fordítás
- Ez a szócikk részben vagy egészben a Kimmeridgian című angol Wikipédia-szócikk ezen változatának fordításán alapul.  Az eredeti cikk szerkesztőit annak laptörténete sorolja fel. Ez a jelzés csupán a megfogalmazás eredetét és a szerzői jogokat jelzi, nem szolgál a cikkben szereplő információk forrásmegjelöléseként.